# FC Bern
Der FC Bern 1894 ist ein Schweizer Fussballverein aus der Stadt Bern. Die erste Mannschaft spielt zurzeit in der 3. Liga.

## Geschichte
Der FC Bern wurde am 10. Juni 1894 von Felix Schenk gegründet. Zum Verein gehörte auch lange Zeit eine erfolgreiche Frauensektion, die heute allerdings unter dem Namen BSC YB Frauen (früher FFC Bern) spielt.
Der FC Bern 1894 nimmt seit der Saison 1898/99 an der Schweizer Meisterschaft teil. Die besten Zeiten hatte der Verein Anfang bis Mitte des 20. Jahrhunderts. In der Saison 1922/23 wurde der FC Bern Schweizer Meister. Der Titel wurde dem Verein jedoch aufgrund der verspäteten Anmeldung eines Spielers aberkannt. Bern nahm am Mitropapokal 1936 teil. Von 1943–1965 spielte der FC Bern in der Nationalliga mit, davon sechs Jahre in der Nationalliga A, der höchsten Spielklasse. In der Nationalliga B spielte er letztmals 1983, in den folgenden Jahren stieg er immer wieder ab und erreichte 1998 mit dem Abstieg in die 3. Liga den Tiefpunkt.
Aus der 2. Liga interregional (Gruppe 3) stieg der FC Bern 2016 ab und spielt heute in der 3. Liga. Das Fanionteam versucht mit talentierten und ambitionierten Spielern, den Wiederaufstieg zu schaffen.

## Titel
- Schweizer Meister (1): 1923 (aberkannt)
- 1921 und 1925 Och Cup (Vorreiter des Schweizer Cup)

## Ewige Tabelle
Der FC Bern liegt derzeit auf dem 19. Rang der ewigen Tabelle der Super League.

## Bekannte ehemalige Spieler
- Roger Quinche
- Jürg Wittwer
- Charles Casali
- Paul Schmiedlin
- Hans-Peter Zaugg